# حجاج أدول
حجاج أدول مفكر مصري من مواليد النوبة الإسكندرية 1944 وبدأ الكتابة الأدبية عام 1984، وهو صاحب كتاب لصحوة النوبية، وحصل على جائزة الدولة التشجيعية عام 1990 فرع القصة القصيرة عن مجموعة ليالي المسك العتيقة، وحصل على جائزة ساويرس للأدب المصري عام 2005 في الرواية والقصة القصيرة.
عمل بالسد العالي خمس سنوات، من عام 1963 حتى 1967. وجند بالقوات المسلحة سبع سنوات من عام 1967 حتى 1974. اشترك في حرب الاستنزاف وحرب أكتوبر 1973. وحصل على منحة تفرغ من المجلس الأعلى للثقافة أعوام 96 و97 و98 لاستكمال رواية معتوق الخير، ثم حصل على منحة تفرغ عام 2002 و 2003 لكتابة رواية مملوكية خوند حَمْرة.

## من مؤلفاته
- النوبة تتنفس تحت الماء.
- ليالي المسك العتيقة (ترجمها إلى الإنجليزية أنطوني كولدربانك)
- ناس النهر.
- بكات الدم.
- غزلية القمـر.
- أحضان القنافذ.
- الصحوة النوبية
- الشاي المر
- ليالي المسك العتيقة
- خوندا حمرا
- تيك أواي
- خالي جاءه المخاض
- معتوق الخير
- ومجسى
- تسابيح نيلية
- الشاي أبو سكر
- الشاي الحلو
- ثلاث برتقالات مملوكية
- كديسة